# Hedwig Walldorff
Hedwig Eleonora Walldorff, född 1738 i Norrköping, död 1816, var en svensk poet och översättare. Hon skrev under initialerna H.W. och senare H.E.W. 
Hon var dotter till Norrköpings packhusinspektor och gifte sig med länets fåravelskonsulent G.A. Hök. Hon framträdde på 1760-talet med tillfällesdikt och blev under gustaviansk tid en i Norrköping uppmärksammad poet som också publicerades i pressen. Hennes brevväxling med vännen och kollegan Hedvig Löfvenskiöld finns bevarad. Hon var också verksam som översättare. 